# 山口站 (萨哈林州)
山口站（羅馬化：Pereval）是俄羅斯薩哈林鐵路的一個車站，位於原日治時期的真岡郡清水村一帶。其前身為鐵道省豐真線的車站瀧之澤站（日语：／ Takinosawa eki */?）。

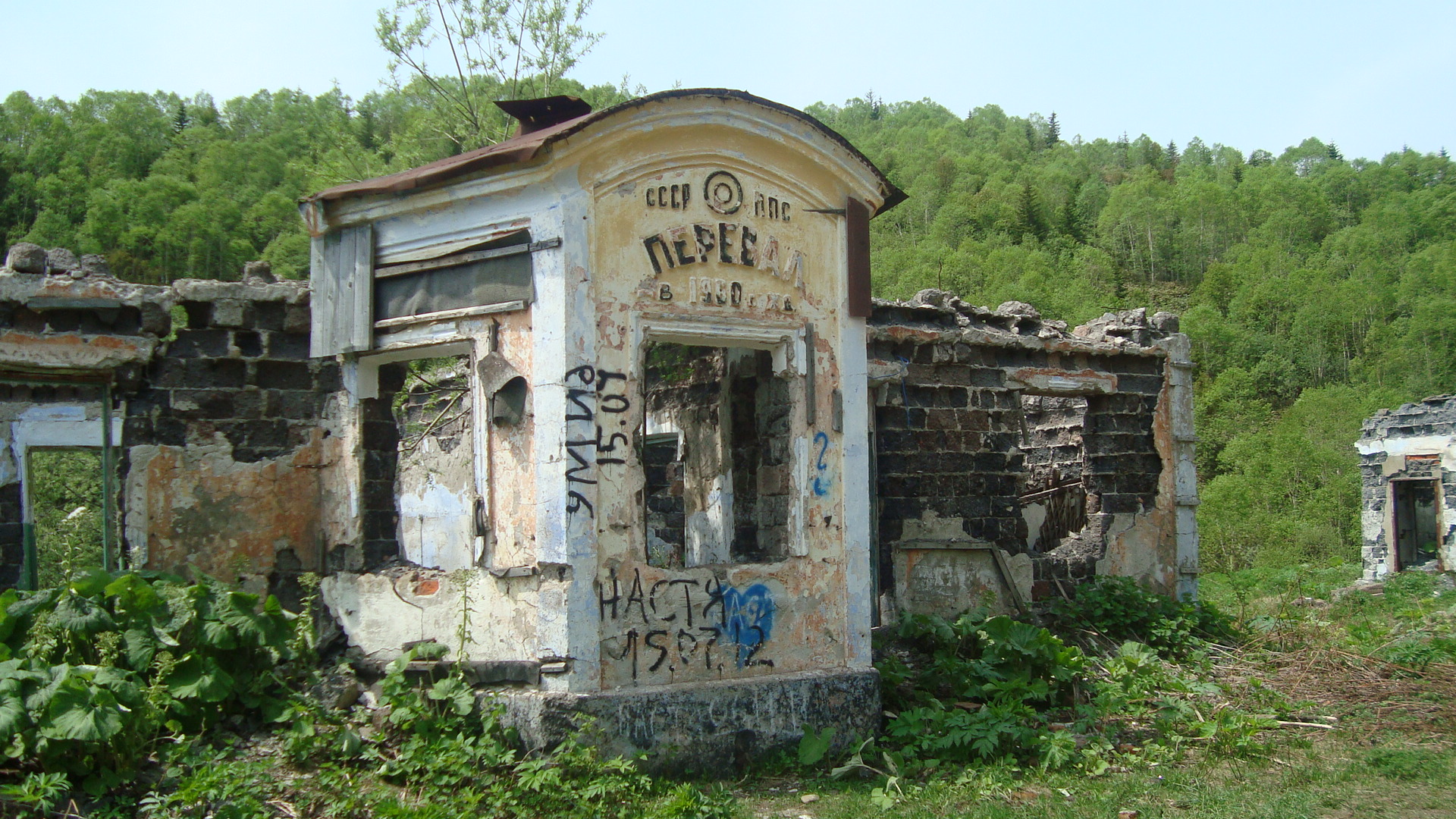
山口站

1994年廢棄。

## 歷史
- 1928年9月3日：樺太廳鐵道豐真線之鈴谷站～逢坂站通車。當時本站稱為瀧澤站（日语：瀧沢駅）
- 1943年4月1日：南樺太劃歸為日本內地，改由日本國有鐵道管轄。
- 1945年8月：蘇聯紅軍入侵並佔領南樺太後，包含車站全線均被蘇聯紅軍所接收。
- 1946年2月1日：本車站從日本國有鐵道的文件中移除。
- 1946年4月1日：併入蘇聯國鐵，更名為山口站。
- 1994年廢止。

## 運行狀況
- 豐原站～北真岡站之間1日3次往返班車。